# La Traveria
La Traveria és una masia barroca de Sant Feliu Sasserra (Bages) protegida com a Bé Cultural d'Interès Local. La Traveria està situada a l'inici del vessant sud-est del cingle de la Traveria, dominant l'esplanada que forma un meandre de la riera Gavarresa.

## Descripció
Es tracta d'una masia formada per diferents construccions que mantenen les funcions agropecuàries. El buc principal, de majors dimensions i en forma de L, és construït amb maçoneria. Destaquen alguns elements, tals com obertures, que presenten inscripcions originàries. Al primer pis es troba una finestra emmarcada amb pedra i llinda datada al 1666 amb una inscripció. A la part de les golfes hi ha una finestra amb ampit motllurat, llinda decorada amb arc conopial i brancals bisellats ornamentats en la seva part inferior amb un motiu escultural que es repeteix en altres finestres. Destaca també el volum sobresortint del porxo a nivell de primer pis sustentat per un pilar i dues columnes de pedra motllurades. Hi ha quatre obertures emmarcades amb pedra treballada entre les quals destaca el balcó del primer pis que té llinda motllurada amb la data de 1746 i la finestra de les golfes amb ampit motllurat i llinda decorada amb arc conopial.

## Història
La masia de la Traveria està documentada en els fogatges generals de 1497 i 1553, tot i que probablement el seu origen és anterior. En el primer hi apareix com a Travoria, dins la vegueria del Lluçanès. En el segon, el de 1553, hi apareix com Traveria del Mas, dins la vegueria del Lluçanès i la parròquia de la Sagrera i Sant Feliu. En un document de mitjans del segle xix hi apareix la Traveria, ja formant part del terme parroquial de Sant Andreu d'Oristà.